# Eurytela hiarbas
Eurytela hiarbas är en fjärilsart som beskrevs av Dru Drury 1782. Eurytela hiarbas ingår i släktet Eurytela och familjen praktfjärilar. Inga underarter finns listade i Catalogue of Life.